# Р177 (Росія)
Автошлях Р177 «Повітлужжя» — автомобільна дорога федерального значення. Довжина - 300,5 кілометрів.

## Історія
1 вересня 2020 року в оперативне управління підвідомчого Росавтодору ФКУ «Волго-Вятськуправтодор» передано ділянку автодороги Р-177 «Повітлужжя» від кордону Нижегородської області біля села Підгірне до Йошкар-Оли протяжністю 167,2 км.
23 вересня 2020 року ділянка автодороги Р177 «Повітлужжя» Нижній Новгород - Йошкар-Ола з 53 по 187 км у Нижегородській області перейшла у федеральну власність. Раніше вона складався з двох регіональних доріг 22Р-0159 та 22К-0018. Протяжність Р177 «Повітлужжя» в Нижегородській області становить 133,3 км. Вона проходить територіями міського округу Семенівський та Воскресенського району. Тут розташовано 16 мостів, шляхопровід через залізничні колії, 135 водопропускних труб. Процедура переведення у федеральну власність ділянки, що залишилася в місті Бор почнеться після введення в експлуатацію нової автодороги Неклюдово — Золотово, що будується зараз.